# Summer Isles
 Summer Isles (Schots-Gaelisch: Na h-Eileanan Samhraidh), letterlijk Zomereilanden, zijn een archipel ten noordwesten van de monding van Loch Broom, voor de kust van de Schotse Hooglanden.

## Geografie
De Summer Isles bestaan uit 15 eilanden, het grootste eiland, Tanera Mòr, is het enige bewoonde eiland. Tanera Mòr is per boot bereikbaar vanaf Achiltibuie en Ullapool. Op dit eiland is er een zalmkwekerij, een herberg, een aantal vakantiehuizen en een postkantoor dat sinds 1970 zijn eigen postzegels afdrukt. In 1881 woonden hier 118 mensen die aan de kost kwamen via haringvisserij. In 2001 bedroeg het inwonersaantal amper nog vijf.

### Overige eilanden
- Tanera Beag
- Priest Island
- Eilean Dubh
- Horse Island
- Ristol
- Eilean Mullagrach
- Glas-leac Mòr
- Glas-leac Beag
- Bottle Island
- Càrn Iar
- Càrn Deas
- Càrn nan Sgeir
- Meall nan Gabhar
- Eilean Fada Mòr
- Eilean Fada Beag
- Eilean a’ Chàr
- Isle Martin
- Mullagrach